# 압델카데르 벤살라
압델카데르 벤살라(아랍어: عبد القـادر بن صالح, ʿAbd āl-Qādar bin Ṣāliḥ, 1941년 11월 24일 ~ 2021년 9월 22일)는 알제리의 정치인이다. 하원의장과 상원의장을 역임했으며, 2019년 압델라지즈 부테플리카 대통령이 사임했을 때 임시 대통령을 맡았다.
1977년 정치를 시작했다. 1990년대 초에는 사우디아라비아 주재 대사를 맡았다. 1994년부터 1997년까지 하원인 National Transitional Council 의장을, 1997년부터 2002년까지 하원인 People's National Assembly 의장을 지냈다. 2002년부터 2019년까지 상원인 Council of the Nation 의장을 맡았다. 2019년 압델라지즈 부테플리카 대통령이 사임했을 때 대통령 선거가 이뤄질 때까지 임시 대통령직을 맡게 되었다.
2021년 알제리 알제의 아인나자 군 병원에서 항암 치료중 코로나19 감염으로 상태가 악화되어 사망했다. 알제리 정부는 3일간 조기를 계양했다.